# Полетаевщина
Полетаевщина — деревня в Советском районе Кировской области России. Входит в состав Зашижемского сельского поселения.

## География
Деревня находится в южной части Кировской области, в зоне хвойно-широколиственных лесов, к востоку от автодороги 33Р-008, на расстоянии приблизительно 11 километров (по прямой) к северо-западу от города Советска, административного центра района. Абсолютная высота — 145 метров над уровнем моря.
Климат
Климат характеризуется как умерено континентальный, с тёплым летом и холодной длительной зимой. Среднегодовая температура — 2 — 2,3 °C. Средняя температура воздуха самого холодного месяца (января) составляет −14 °C; самого тёплого месяца (июля) — 18,2 — 18,3 °C. Период с отрицательными температурами длится около 160 дней. Годовое количество атмосферных осадков — 530—550 мм.

## Население
| 2010 |
| ---- |
| 0    |